# Pictichromis
Pictichromis là một chi Cá vây tia thuộc phân họ Pseudochrominae, là một trong bốn phân họ trong họ Pseudochromidae. Chúng thường được thấy ở phía tây và khu vực trung tâm Thái Bình Dương.

## Loài
Có tám loài trong chi:
- Pictichromis aurifrons (Lubbock, 1980) (Gold-browed dottyback)
- Pictichromis caitlinae Allen, A.C. Gill & Erdmann, 2008 (Cenderawasih dottyback)
- Pictichromis coralensis A.C. Gill, 2004 (Bicoloured dottyback)
- Pictichromis diadema (Lubbock & Randall, 1978) (Diadem dottyback)
- Pictichromis dinar Randall & Schultz, 2009 (Dottyback)
- Pictichromis ephippiata (A.C. Gill, Pyle & Earle, 1996) (Saddled dottyback)
- Pictichromis paccagnellae (Axelrod, 1973) (Royal dottyback)
- Pictichromis porphyrea (Lubbock & Goldman, 1974) (Magenta dottyback)